# نبرد بکسر
نبرد بُکسَر در ۲۲ اکتبر ۱۷۶۴ بین نیروهای کمپانی هند شرقی بریتانیا به رهبری هکتور مونرو و ارتش متحدی از نیروهای میر قاسم، نواب بنگال، نواب اود، و شاه عالم دوم پادشاه گورکانی صورت گرفت. نبرد در شهر کوچکی به نام بکسر در بنگال و بر کرانه رود گنگ رخ داد و با پیروزی قاطعانهٔ کمپانی هند شرقی بریتانیا همراه بود.